# Алайсиаги
Алайсиаги (Alaidsaigae — «наводящие ужас» или «всепобеждающие») — наименование женских духов (богинь) убийства и смерти, являющихся эскортом бога битв. Культ алайсиагов был распространён среди германских воинов. Изображения духов встречалось и в Римской Британии на стене Адриана и на нескольких арках над дверьми. Культ, кроме всего прочего в одной из форм был связан с богом войны Марсом. Исследователи считают, что алайсиаги являются предшественницами и прообразом валькирий, почитаемых скандинавами в эпоху викингов. Наряду с посвящениями германским алайсиагам, в Римской Британии встречался аналогичный культ среди кельтов.